# 도말용
도말용(都末用, 1899년 11월 5일 ~ 1988년 11월 10일)은 대한민국의 독립운동가이다.
본관은 성주(星州)이고 호(號)는 산남(山南)이며 영어 이름은 토머스 도(Thomas Doh)이다.

## 생애

### 독립 운동
경상북도 고령(高靈) 출생인 그는 1919년 4월 8일을 기하여 고령군 우곡면(牛谷面) 대곡동(大谷洞)에서 전개된 대한 독립 만세 운동을 주도하였다. 대곡동의 대한 독립 만세 시위 운동은 도말용의 작은외할아버지였던 박기로(朴基魯)에 의해 계획되었다. 평소 만세 시위를 거행하기로 뜻을 세우던 차 박기로는 1919년 4월 8일 밤, 만세 시위를 결행하기로 결심하고 도말용 등 청년들에게 그러한 사실을 알렸다. 그리하여 동지적 결합을 이룬 그들은 독립만세운동을 일으키고자 마을 주민들에게 이 사실을 알리고 오후 11시 경, 나팔 신호에 맞춰 만세 시위를 거행하기로 하였다. 거사 시각에 도말용 등은 나팔을 불었고, 이에 동민 50여 명이 몰려 나와 독립 만세를 부르며 시위를 전개하였다. 이같은 사실이 주재소에 알려지면서 주도자들이 피체되었다. 그는 이 일로 인하여 사건 관련 주도 공범으로써 함께 피체되어, 이해 5월 8일 경상북도 대구지방법원에서 소위 보안법으로 징역 6개월형을 선고받고 옥고를 치렀고 1919년 10월 8일, 만기출감 조치 처분되었으며 이후 1920년 중화민국 장쑤성 상하이 주재 대한 임정 예하 한국독립당에서 초급행정위원 직을 지냈고 그 후 1926년 2월 1일을 기하여 한국독립당 초급행정위원 직 사퇴 및 한독당 탈당과 함께 상하이를 떠나 중화민국 타이완 타이난으로 건너가서 타이베이 소재 동북아 국가 출신 전용 연합 농장에서 소작농(小作農)을 지냈고 이후 1929년 5월 31일을 전후하여 대한조선제국 고국에 귀국을 하여 경상북도 안동, 경상북도 성주 등지에서도 소작농, 사찰 암자 불목하니, 유림 향교 사환 등을 지내다가 1931년 중화민국 만저우 지방 지린성 지린에 건너가 한국독립당 재입당을 하여 한국독립당 군사첩보행정위원 직을 지냈고 1년 후 1932년 한국독립당 군사첩보행정위원 직위 사퇴와 함께 한독당 탈당을 하였고 지린을 떠나 중화민국 타이완 타이베이에 건너가서 와이셔츠 공장 예하 중하위급 제조공 직으로 일하였으며 그 와중에도 아시아 국제 정세를 살피던 차에 중일 전쟁 사태 소식을 타이베이에서 접하였다.
타이베이에서는 아직 일본 식민지였던 타이완에서 중국 푸젠 성 출신인양 푸젠어와 타이완어, 베이징어와 광둥어 등을 능수능란(能手能爛)히 사용하면서 타이완 주재 왜경들의 안목을 피하였고 이후 1945년 8월 15일, 타이베이에서 일본국 무조건 연합군 관련 강제 패망 사태와 조선 광복을 목도하였다. 그 후 타이완 타이베이를 떠나 1946년 11월 16일, 광복된 대한민국 고국에 비로소 귀국을 하였다. 그 후 1947년 5월, 미 군정 남조선 과도정부 수도였던 서울에서 한국독립당 재복당을 하여 1947년 5월에서 1948년 6월까지 한국독립당 대표행정자치위원 직을 지냈고 1948년 6월, 한국독립당 대표행정자치위원 직위 퇴임과 함께 한독당 탈당을 하였으며 그 후 1956년 11월 30일에서부터 1959년 1월 23일까지 대한민국 국방부 공보관 겸 행정관을 지냈고 그 후 1959년 11월 26일을 기하여 미국 캘리포니아 주 로스 앤젤레스에 건너가서 이후 그곳에서 21년을 지내면서 미국 거류 대한민국 교민들의 자국 민족 관련 의식을 고취하는 사회운동 등에 종사하였으며 1980년 12월 6일을 기하여 대한민국에 귀국하였다.

## 사후
대한민국 정부에서는 고인의 공훈을 기리고자 1999년 8월 15일, 대한민국 대통령 표창장을 추서하였다.